# Салихбаев, Анвар Саидович
Анвар Саидович Салихбоев — узбекский дипломат, военный. Посол Узбекистана в Пакистане в 2004—2005 годах. Генерал-лейтенант.

## Биография
Родился 26 октября 1950 года в городе Самарканд.
В 1973 году окончил факультет истории и социальных наук Самаркандского государственного университета.
1973—1991 гг. — служил на различных должностях в органах государственной безопасности СССР.
1991—1994 — начальник управления Службы национальной безопасности Республики Узбекистан.
1994—2004 гг. — заместитель председателя Службы национальной безопасности Республики Узбекистан.
С 23 апреля 2004 г. по 12 декабря 2005 г. — Чрезвычайный и Полномочный Посол Республики Узбекистан в Исламской Республике Пакистан.
С 12 ноября 2005 г. по июнь 2011 г. — заместитель министра иностранных дел Республики Узбекистан, начальник отдела по связям со странами Азиатско-Тихоокеанского региона.
На пенсии с 2011 года.

## Семья
Он женат и имеет двоих детей. Младший брат Салихбаев Умар Саидович работает советником посольства Узбекистана в Австрии. Младшая сестра Салихбаева Умида Саидовна является председателем правления акционерного общества «Дори Дармон», крупнейшей сети социальных аптек в Узбекистане.